# Миннесота-Лейк (город, Миннесота)
Миннесота-Лейк (англ. Minnesota Lake) — город  в округах Фэрибо, Блу-Эрт, штат Миннесота, США. На площади 5,4 км² (4,1 км² — суша, 1,3 км² — вода), согласно переписи 2002 года, проживают 681 человек. Плотность населения составляет 166,7 чел./км². 
- Телефонный код города — 507
- Почтовый индекс — 56068
- FIPS-код города — 27-43198[1]
- GNIS-идентификатор — 0647940[2]